# Таллуарская декларация
Таллуарская декларация устойчивого развития, созданная ректорами ВУЗов для высших учебных заведений всего мира. Джон Майер, ректор Университета Тафтса (Массачусетс, США) в 1990 году созвал конференцию, в которой принимали участие 22 университета с разных точек земного шара в г. Таллуар, Франция. Этот документ декларирует мировое лидерство учреждений высшего образования в развитии, создании, поддержке и защите устойчивого развития. Регистратором Таллуарской декларации является организация, основанная в Вашингтоне, под названием Лидеры Университетов для Устойчивого Развития. По данным на 1 февраля 2017, декларация была подписана 502-ю ректорами университетов и колледжей из 55 стран на 5 континентах, 170 из которых находится только в США.

## Текст Таллуарской декларации
Мы, президенты, ректоры и проректоры университетов всего мира, глубоко обеспокоены небывалым масштабом и скоростью загрязнения и разрушения окружающей среды, истощением природных ресурсов.
Локальное, региональное и глобальное загрязнение воздуха и вод; накопление и распространение токсичных отходов; уничтожение и истощение лесов, почвы и воды; истощение озонового слоя и эмиссия парниковых газов создают угрозу существованию человечества и тысяч других видов, целостности земли и её биологическому разнообразию, безопасности народов и наследию будущих поколений. Эти изменения окружающей среды вызваны недобросовестными и нерациональными схемами производства и потребления ресурсов, усугубляющими бедность во многих областях мира.
Мы считаем, что требуется принятие незамедлительных мер для решения этих фундаментальных проблем и улучшения ситуации. Стабилизация народонаселения, внедрение экологически безопасных промышленных и сельскохозяйственных технологий, лесовозобновление и экологическая реконструкция — это ключевые составляющие справедливого и стабильного будущего для всего человечества, живущего в гармонии с природой.
Университеты и институты играют ведущую роль в образовании, научных исследованиях, формировании политики и информационном обмене, необходимом для достижения вышеозначенных целей. Таким образом, руководители университетов и институтов должны организовать и поддерживать мобилизацию внутренних и внешних ресурсов в ответ на сложившуюся ситуацию.
В связи с этим мы готовы предпринять следующие действия:
1. Распространять информацию об экологически устойчивом развитии.

Использовать каждую возможность для привлечения внимания общественности, правительства, промышленности, организаций и университетов, открыто заявляя о срочной необходимости движения к экологически устойчивому будущему.
2. Создавать базисную культуру экологической устойчивости.

Привлекать все университеты к участию в просвещении, исследованиях, формировании политики и информационном обмене в вопросах народонаселения, охраны окружающей среды и движении к глобальной устойчивости.
3. Формировать ответственное отношение общества к окружающей среде.

Вводить программы экспертной оценки природопользования, устойчивого экономического развития, численности народонаселения, в том числе и в смежных областях, что позволит обеспечить высокий уровень компетентности и гражданской ответственности выпускников университетов в экологических вопросах.
4. Способствовать повышению всеобщей экологической грамотности.

Разрабатывать программы по обучению абитуриентов, студентов и учительского состава по охране окружающей среды.
5. Применять на практике экологические программы.

Показывать пример ответственного отношения к окружающей среде, устанавливая и применяя на практике нормы и методы сохранения ресурсов, уменьшения и переработки отходов, ведения экологически безопасной деятельности.
6. Привлекать все заинтересованные стороны.

Побуждать органы власти, фонды и промышленные предприятия к поддержке комплексных научных исследований, просвещению, формированию политики и информационному обмену относительно экологически устойчивого развития. Вступать в сотрудничество с общественными и некоммерческими организациями для помощи в решении экологических проблем.
7. Обеспечивать комплексный подход.

Проводить совместные конференции преподавательского состава и руководства университетов со специалистами по природопользованию для комплексного развития образовательных программ, научных проектов, исследований и просветительской деятельности в поддержку экологически устойчивого будущего.
8. Вовлекать в работу начальные и средние школы.

Устанавливать связи со школами и средними специальными учебными заведениями с целью комплексного просвещения о народонаселении, состоянии окружающей среды и устойчивого развития.
9. Поддерживать просветительскую деятельность по всей стране и за её пределами.

Работать с местными и международными организациями для всемирной пропаганды устойчивого развития.
10. Постоянно поддерживать движение.

Учредить координационный совет в поддержку движения, а также информировать друг друга и поддерживать совместную деятельность по реализации данной декларации.